# Produttore televisivo
Il produttore televisivo è la figura che si occupa del controllo e di ogni aspetto della produzione di un'opera televisiva, dal finanziamento, allo sviluppo del concept alla scelta dei ruoli, alla supervisione delle riprese e della messa in onda.
Come per il produttore cinematografico, esistono differenti sfaccettature di questo ruolo, tra cui il produttore esecutivo, il direttore di produzione,        l'assistente di produzione, il supervisore di produzione o il produttore artistico.
In molte serie televisive è lo stesso attore protagonista che partecipa in veste produttore, ad esempio Kiefer Sutherland in 24 o Tom Welling in Smallville.